# Reserva biológica Augusto Ruschi
La Reserva Biológica Augusto Ruschi se encuentra en el centro-norte del estado de Espírito Santo, en Brasil, y tiene una extensión de unas 4.000 ha. Altitudes entre los 600 y 800 m s. n. m. y temperatura media anual máxima en torno a los 24 °C y mínima de 16 °C.
La humedad relativa es del 85% con una precipitación media anual de 1.400 mm.
La reserva fue creada a través del Decreto Federal N.º 92.753 de 05/06/1986 para la preservación de la diversidad biológica del ecosistema. El IBAMA es el órgano responsable de la fiscalización de la región.
El nombre de la reserva, inicialmente bautizada como "Nova Lombardia", viene dado en homenaje a Augusto Ruschi, quien realizó un levantamiento de la fauna y de la flora del estado de Espírito Santo, en 1948. Ruschi sugirió la protección del área, debido a la aceleración de la pérdida de mata resultante de la substitución de la vegetación autóctona por el cultivo de café.
La Reserva Biológica es especialmente importante para los ornitólogos se sabe de la existencia de más de 20 especies de colibríes que viven entre una vegetación exuberante.
- Datos: Q4821325